# Koo Kien Keat
Koo Kien Keat (Ipoh, 18 de septiembre de 1985) es un deportista malasio que compitió en bádminton, en la modalidad de dobles. Ganó cuatro medallas en el Campeonato Mundial de Bádminton entre los años 2005 y 2010.

## Palmarés internacional
| Campeonato Mundial | Campeonato Mundial       | Campeonato Mundial | Campeonato Mundial |
| Año                | Lugar                    | Medalla            | Prueba             |
| ------------------ | ------------------------ | ------------------ | ------------------ |
| 2005               | Anaheim (Estados Unidos) | Medalla de bronce  | Dobles             |
| 2006               | Madrid (España)          | Medalla de bronce  | Dobles mixto       |
| 2009               | Hyderabad (India)        | Medalla de bronce  | Dobles             |
| 2010               | París (Francia)          | Medalla de plata   | Dobles             |